# Victor Motogna
Victor Motogna (n. 1885, Breaza, România – d. 1948, Cluj, România) a fost un delegat în Marea Adunare Națională de la Alba Iulia, organismul legislativ reprezentativ al „tuturor românilor din Transilvania, Banat și Țara Ungurească”, cel care a adoptat hotărârea privind Unirea Transilvaniei cu România, la 1 decembrie 1918.:p. 124

## Originea și studiile

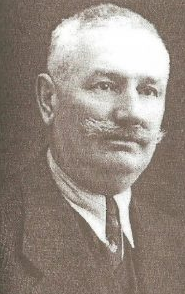
Portretul istoricului Victor Motogna

Victor Motogna a fost fiu de țăran, încă din copilărie fiind pasionat de istorie, deoarece în vecinătatea satului Breaza se aflau ruinele castrelor romane de la Ilișua și Cășei, precum și ruinele cetății Ciceului. A finalizat studiile școlii primare de la Breaza, urmând ca studiile secundare să le facă la Liceul grăniceresc din Năsăud, de unde a absolvit în iunie 1905, la examenul de bacalaureat, obținând calificativul foarte bine. În perioada anilor 1905-1909 a urmat cursurile Facultății de litere și istorie din Cluj, obținând o licență în istorie și limba latină.:p.94

## Activitatea profesională

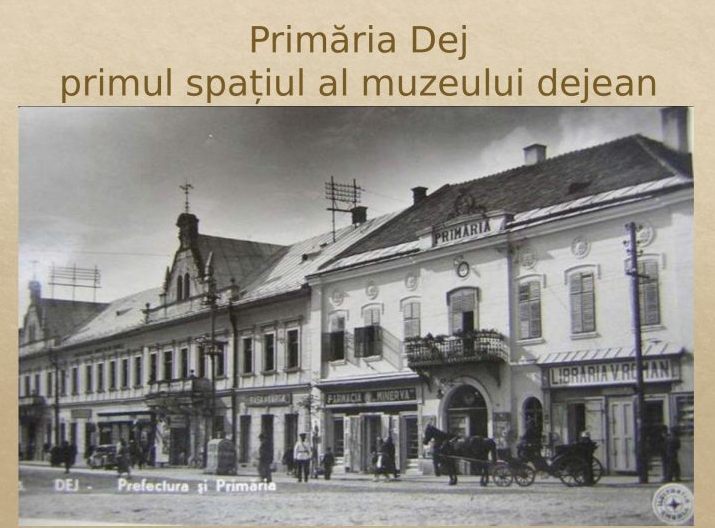
Muzeul din Dej, în prima sa locație, sediul actual al Primăriei Municipiului Dej

În perioada decembrie 1909 - 31 august 1919, Victor Motogna a fost profesor de învățământ secundar la Gimnaziul din Năsăud.:p.94 După Marea Unire a fost numit director la Liceul „Andrei Mureșanu” din Dej, în prezent Colegiul Național „Andrei Mureșanu”, activând în această funcție până în 1930. În luna iunie 1923 a susținut examenul de doctor în litere la Universitatea din Cernăuți, obținând calificativul „summa cum laude”. În decembrie 1924 a susținut examenul de docență la Facultatea de Litere din Cluj. După 1930 a fost numit profesor de materii naționale la Academia Teologică Unită din Cluj.:p.104:p.157 Începând cu octombrie 1940 a activat ca profesor de materii naționale la Academia Teologică Romano-Catolică din Timișoara, respectiv în calitate de conferențiar definitiv la Facultatea de Litere din Cluj-Sibiu.
În anii 1920 Victor Motogna a desfășurat o intensă activitate de cercetare istorică, publicând rezultatele acesteia în diferite reviste de specialitate din țară, precum ''Revista Istorică'' pe care o conducea Nicolae Iorga, ''Transilvania'' de la Sibiu, Anuarul liceului din Dej, Cercetări istorice din Iași, Revista Arhivelor de la București sau Analele Academiei Române, astfel creându-și un renume de valoros cercetător științific.:p.227 Ca specialist în istoria veche a românilor, Victor Motogna a făcut săpături la Castrul roman de la Cășeiu, colaborând cu istoricul Emil Panaitescu. Datorită acestor cercetări arheologice, a fost posibilă fondarea Muzeului de istorie din Dej. Se remarcă legătura strânsă și corespondența dintre Victor Motogna și Nicolae Iorga, în acest caz fiind relevante două scrisori datate la 31 mai 1926, respectiv la 6 octombrie 1926, celelalte pierzându-se în timpul refugiului lui Victor Motogna și al familiei sale, în toamna anului 1940, după Dictatul de la Viena.

## Activitatea politică

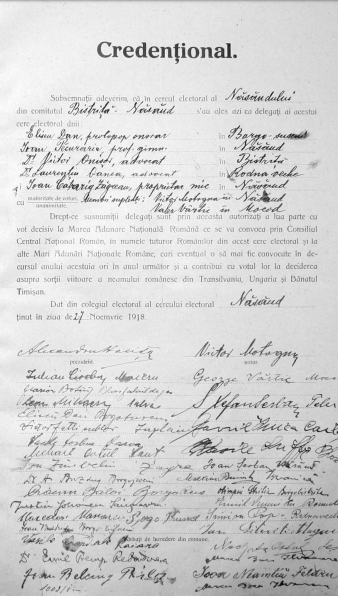
Credențional pentru cercul electoral Năsăud, din data de 27 noiembrie 1918, semnătura lui Victor Motogna, în calitate de notar, fiind prima de pe a doua coloană, din partea dreaptă-jos a documentului

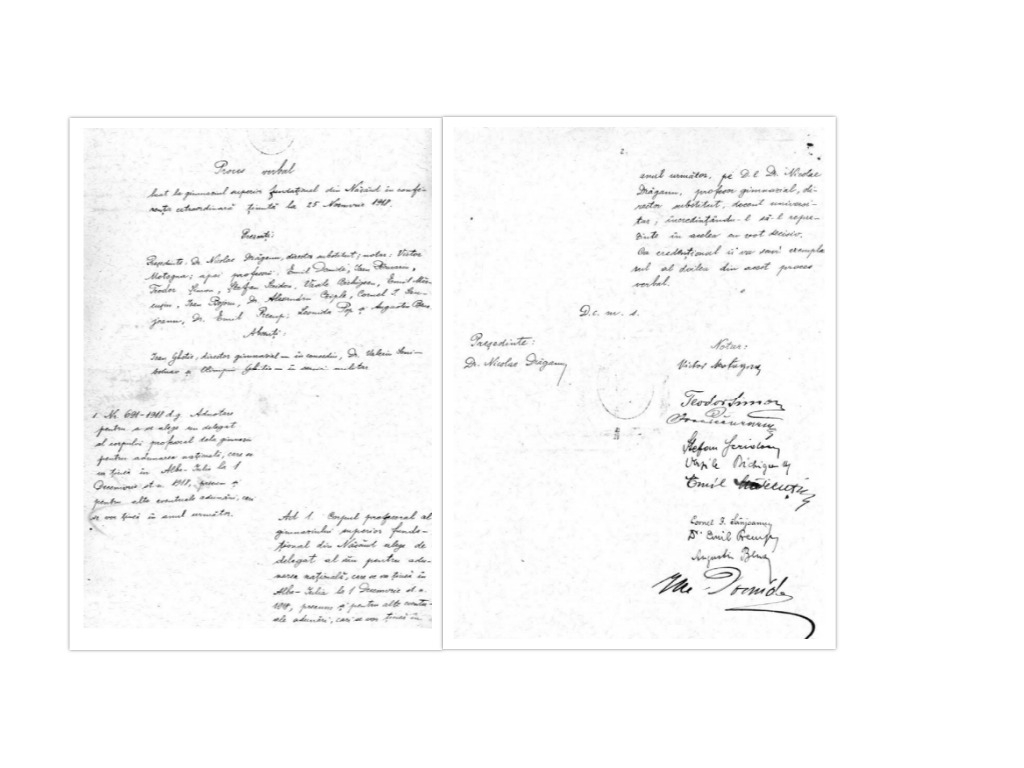
Credențional – Gimnaziul superior fundațional din Năsăud, semnat de către Victor Motogna, în calitate de notar, semnătura sa fiind prima de pe a doua coloană, în partea dreaptă-jos, pe a doua pagină a documentului

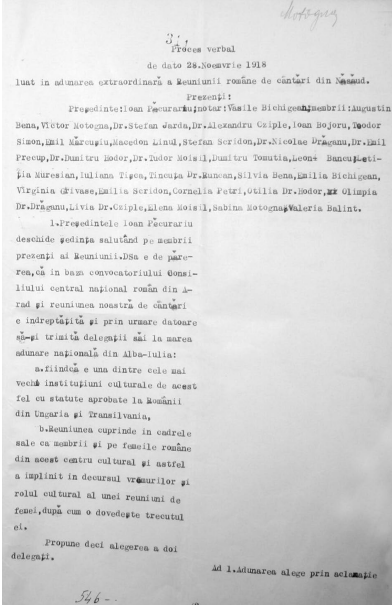
Credențional – Reuniunea română de cântări din Năsăud, în care scrie că Victor Motogna a fost ales, la data de 28 noiembrie 1918, ca deputat în Marea Adunare Națională de la Alba Iulia, 1918

La data de 4 noiembrie 1918 Victor Motogna a luat parte la adunarea de constituire a Comitetului Național și a Gărzii Naționale Române din Năsăud, acesta fiind desemnat notar, alaturi de profesorul Leonida Pop. :p.108-109.De asemenea, într-o înștiințare din data de 7 noiembrie 1918, Victor Motogna apare ca fiind ales ca secretar în cadrul Comănduirii generale din nordul Văii Someșului. :p.114-115.A contribuit la redactarea manifestului ''Frați Români din Valea Someșului și a Bârgăului!'', prin care populația cercului electoral Năsăud era chemată la votarea delegaților. :p.172-173. La data de 23 noiembrie 1918 s-a încheiat un proces-verbal în care sunt consemnate data alegerilor delegaților, respectiv numele lui Victor Motogna, desemnat notar al alegerilor. :p.173. În aceeași zi, în ședința Sfatului Național Român din Năsăud, Victor Motogna a fost recomandat drept candidat pentru cercul electoral din Năsăud, alături de Victor Onișor, Nicolae Drăganu, Laurențiu Oanea și Ion Catarig Zăgreanu. :p.174. Conform unui proces-verbal din data de 27 noiembrie 1918, Victor Motogna a fost propus de către comisia de candidatură, drept membru supleant, alături de preotul Valer Vârtic, în cazul în care vreunul dintre membrii ordinari nu s-ar fi putut prezenta la Marea Adunare Națională de la Alba Iulia.:p.183-184.În aceeași dată, potrivit unui credențional, Victor Motogna a fost ales, cu unanimitate de voturi, membru supleant din partea cercului electoral Năsăud, din Comitatul Bistrița-Năsăud.:p.316.S-a remarcat, de asemenea, ca delegat al Reuniunii Române de Cântări Năsăud, fiind ales, alături de profesorul de muzică Augustin Bena, în cadrul unei adunări extraordinare organizate la data de 28 noiembrie 1918.:p.124:p.331. Ca politician, a avut mandat de senator din partea Partidului Național Țărănesc, după alegerile din 1928.
A fost prezent la adunarea organizată la Timișoara în data de 15 octombrie 1944, la care s-a sărbătorit eliberarea Clujului de sub ocupația horthystă. Odată cu ocuparea Banatului de către Armata Roșie în septembrie 1944 și ascensiunea politică a comuniștilor, soarta familiei Motogna ia o turnură nefastă, deoarece rudele soției sale, prin intermediul legăturilor de familie, erau asociate cu Iuliu Maniu și Romulus Boilă, astfel încât membrii respectivi au fost arestați, încarcerați, duși la Canalul Dunăre-Marea Neagră sau deportați în Bărăgan. Victor Motogna, fiind de confesiune greco-catolică, a suferit unele consecințe ale scoaterii în afara legalității a Bisericii Greco-Catolice, prin Decretul din 1948. Îmbolnăvindu-se grav, a fost tratat de către profesorul Iuliu Hațieganu, un apropiat al său.
Victor Motogna a decedat, după cum s-a consemnat în ferpar, la data de 5 iulie 1948, și a fost înmormântat la data de 9 iulie 1948 în Cimitirul greco-catolic din Năsăud.

## Viața personală
Victor Montogna a fost căsătorit cu Sabina Montogna, născută Pop.Au avut împreună 2 copii, pe Alexandru, medic, și pe Letiția, licențiată în drept.

## Activitate culturală
Victor Motogna a fost numit de către G.Grofșorean în comitetul de redacție al Revistei Institutului Social Banat-Crișana, investindu-l în funcția de președinte al Secției istorice.Fiind o personalitate marcantă a intelectualității Timișoarei, a participat la adunarea organizată în sala cinematografului ''Capitol'' din Timișoara, de către membrii Asociației Refugiaților din Ardealul de Nord și de către Despărțământul „ASTRA” prilejuită de aniversarea Marii Uniri.:p.31,p.187.

## Publicații
Victor Motogna s-a remarcat prin elaborarea și publicarea operelor Articole și documente. Contribuție la Istoria românilor din veacurile XIV-XVII (Cluj, 1923), Politica externă a lui Mircea cel Bătrân (Gherla, 1924), Cetatea Ciceului sub stăpânirea Moldovei (Dej, 1927), Relațiunile dintre Moldova și Ardeal în veacul al XVI-lea (Dej, 1928), Un erou din granița năsăudeană.Nichita Iugat (Dej, 1928), Studii asupra istoriei românilor din Banat în Evul Mediu (271-1400) (Timișoara, 1943).:p.124.În 1937, Victor Motogna a publicat studiul Năvălirea goților în Imperiul Roman și părăsirea Daciei, prin aceasta, combătându-l pe istoricul Andreas Alfӧldi și înscriindu-se în rândul istoricilor adepți ai teoriei continuității poporului român. De asemenea, a realizat și a publicat studiul Ohtum, contribuție istorică la istoria românilor în veacul IX-XI, în Lucrările Institutului de geografie al Universității ''Regele Ferdinand I''.Nu putem ignora nici lucrările Banatul românesc în epoca migrațiunii popoarelor barbare (1943), Banatul românesc în cele dintâi veacuri ale stăpânirii ungurești - Epoca arpadiană (1030-1301), Banatul românesc în prima jumătate a veacului al XV-lea - Epoca lui Sigismund de Luxemburg (1395-1438) și Trecutul românilor în epoca lui Ioan Huniade, ultimele două fiind publicate în Buletin Istoric, anul XIII, mai-august 1944, al Revistei Institutului Social Banat-Crișana.

## Decorații
Drept urmare a meritelor în cadrul activității de istoric, lui Victor Motogna i s-a acordat la data de 7 martie 1925, din partea Ministerului Instrucțiunii Publice și a Artelor al Republicii Franceze, titlul de ''Ofițer al Instrucțiunii Publice''.De asemenea, conform necrologului său, Victor Motogna a mai primit Ordinul ''Coroana României'' și Ordinul ''Steaua României'' in gradul de Cavaler, respectiv titlul de membru corespondent al Academiei Române.